# Mari Youngblood
Mari Youngblood (nascida Mary Schreck), também chamada de Mari, é uma cantora soprano norte-americana. Ela é mais conhecida por seu papel como Helena no álbum da banda Kamelot, Epica, e The Black Halo, junto com sua performance ao vivo no álbum e DVD One Cold Winter's Night. Mari também atuou como protagonista em vários musicais, incluindo Kismet, Teko, Bismil, Oklahoma, Brigadoon e muitos mais. Mari é casada com o guitarrista da banda Kamelot, Thomas Youngblood, e tem dois filhos com ele: Annelise e Thomas Dalton.